# Титаренко, Василий
Василий Титаренко (эст. Roman Andrejev; 13 декабря 1985, Кохтла-Ярве, Эстонская ССР, СССР) — эстонский хоккеист, левый нападающий. Участник чемпионатов мира в первом и втором дивизионах в составе сборной Эстонии.

## Карьера
Свою карьеру начал в 18 лет в клубе из Кохтла-Ярве. Ради начала выступлений хоккее Василий Титаренко переехал в этот город из Тарту. В 2005 году в составе национальной команды дебютировал на первом дивизионе Чемпионата мира по хоккею, а через год форвард оформил на турнире свой первый хет-трик в ворота сборной Хорватии (8:6). Практически всю свою карьеру Титаренко проводит в Эстонии. Лишь на один сезон он уезжал в Нидерланды, где он играл за команду «Херенвен Флайерз»: по контракту хоккеист получал 250 евро в неделю и обеспечивался питанием, жильем и автомобилем.. Также в 2011 году Титаренко провел несколько игр за финский «Хантерс».

## Достижения
- Чемпион Эстонии (7) : 2008, 2010, 2015, 2019, 2020, 2021, 2022.
- Лучший бомбардир чемпионата Эстонии (4): 2007, 2008, 2010, 2013.
- Победитель Второго дивизиона Чемпионата мира по хоккею с шайбой (3): 2010, 2012, 2014.